# Fláajökull
Fláajökull ist ein langsam fließender, kleinerer Gletscher Islands an der Ostseite des von Gletschern bedeckten Vulkans Breiðabunga im Osten Islands.
Er ist ein Auslassgletscher des großen Gletschers Vatnajökull. Der Name leitet sich vom isländischen Wort flár für „Abhang“, „Gefälle“ oder „schräge Fläche“ ab. Historische Namen des Gletschers sind Mýrajökull, Hólmsárjökull und Hólsárjökull.
Er liegt im Vatnajökull-Nationalpark, 40 km Straße und 20 km Luftlinie nordwestlich der Kleinstadt Höfn.